# Шевино (озеро, Витебский район)
Ше́вино (бел. Шэ́віна) — озеро в Белоруссии в Витебском районе в бассейне реки Шевинка (приток Западной Двины). Расположено в 17 км к западу от Витебска.
Площадь поверхности озера составляет 0,37 км², длина 1,2 км, наибольшая ширина 0,48 км максимальная глубина 4,5 м, средняя — 1,9 м. Водосбор площадью 296 км² сложен из суглинков, супесей и песков. Высота над уровнем моря — 123 м.
Котловина Шевино термокарстового типа, вытянута с севера на юг. Склоны котловины высотой от 2 до 17 метров. Дно озера до глубины 0,5—0,8 м песчаное, глубже покрыто илом. Береговая линия образует небольшие заливы.
Озеро эвтрофное, проточное. Через озеро протекает река Шевинка (впадает под названием Зароновка) и впадает река Ужница.
Ширина полосы прибрежной надводной растительности достигает 40 метров. Озеро зарастает до глубины 2,5 м. Заливы зарастают кувшинками, элодеей, роголистником, рдестом. В озере обитают лещ, щука, окунь, плотва, густера, линь и другие виды рыб.
На берегу озера расположена деревня Шевино, бальнеологический санаторий «Лётцы», санаторий «Железнодорожник». Окрестности озера являются зоной отдыха для отдыхающих в санатории "Летцы" и "Железнодорожник". Значительная часть береговой линии перекрыта для свободного доступа.